# Quai Henri-IV
Quai Henri-IV (nábřeží Jindřicha IV.) je nábřeží v Paříži. Nachází se ve 4. obvodu.

## Poloha
Nábřeží leží na pravém břehu řeky Seiny. Začíná u křižovatky s Boulevardem Morland, kde navazuje na Quai de la Rapée, a končí u Boulevardu Henri-IV a Pont de Sully, odkud pokračuje Quai des Célestins.

## Historie
Nábřeží vzniklo v roce 1843 a bylo původně součástí ostrova Louviers. V roce 1847 bylo říční rameno zasypáno a ostrov připojen ke břehu.
Nábřeží od roku 1844 nese jméno francouzského krále Jindřicha IV.